# تیتوفکا (سرزمین آلتای)
تیتوفکا (به لاتین: Titovka) یک منطقهٔ مسکونی در روسیه است که در سرزمین آلتای واقع شده‌است.